# Iloilo International Airport

i7
i11
i13
Der Iloilo International Airport (IATA-Code: ILO, ICAO-Code: RPVI), auch bekannt als Iloilo Principal Airport, Iloilo Airport, Cabatuan Airport (nach der Gemeinde Cabatuan) und Santa Barbara Airport (nach der nahegelegenen Gemeinde Santa Barbara) ist ein Flughafen in der Provinz Iloilo nahe der Hauptstadt Iloilo City auf den Philippinen.
Er wurde am 14. Juni 2007 nach einem Jahrzehnt Planung eröffnet und ersetzte damit den 70 Jahre alten Mandurriao Airport in Mandurriao.

## Geschichte

### Ausgangssituation am Mandurriao Airport
Vor dem Bau des Internationalen Flughafens Iloilo wurde Iloilo City vom Mandurriao Airport im Stadtteil Mandurriao City angeflogen, der seit 1937 in Betrieb war. Das 2.202 Quadratmeter große Terminalgebäude, das 1982 errichtet wurde, um die Passagiernachfrage einer einzigen Fluggesellschaft (Philippine Airlines, die damals das Luftfahrtmonopol der Philippinen innehatte) zu bewältigen, war nicht in der Lage, die Liberalisierung der philippinischen Luftfahrtindustrie und den darauffolgenden Boom im Luftverkehr zu bewältigen, als bis zu vier Fluggesellschaften den Flughafen gleichzeitig bedienten und das Passagierterminal eine Fläche von mindestens 7.800 Quadratmetern haben musste, um die gesamte Nachfrage in den Spitzenstunden aufzufangen.
Die Probleme des Flughafens hielten auch im neuen Jahrtausend an. Das zunehmende Auftreten von Terrorismus auf den Philippinen zum Beispiel zwang die Luftfahrtbehörden, den Zugang zum Flughafen nur für Passagiere zu beschränken, wobei die Abdichtung von Türen und Fenstern an den Flughafenterminals ein wesentlicher Bestandteil davon war. Die Architektur des Flughafens (die sich natürliche Belüftung zunutze machte) und die fehlende Klimaanlage machten den Aufenthalt der Passagiere in den Vorstart- und Ankunftsbereichen des Flughafens jedoch sehr unbequem. Um dem entgegenzuwirken, installierte das Air Transportation Office (der Vorläufer der philippinischen Zivilluftfahrtbehörde) sechs Klimaanlagen im Vorabflugbereich. Obwohl die installierten Einheiten in der Lage waren, den Passagieren ein gewisses Maß an Komfort zu bieten, erkannte das Air Transportation Office (ATO), dass ihre Bemühungen unzureichend waren: Um den Passagieren im gesamten Terminalgebäude effektiv ein komfortables Umfeld zu bieten, mussten 23 Klimaanlagen installiert werden. Die Beschwerden der Passagiere beschränkten sich inzwischen nicht nur auf die fehlende Klimaanlage: Trotz des Vorhandenseins eines Gepäck-Röntgengerätes waren Passagiere anderer Fluggesellschaften gezwungen, ihr Gepäck manuell kontrollieren zu lassen, da das Gerät angeblich nur für die Passagiere der Philippine Airlines bestimmt war.
Neben den Problemen mit dem Terminalgebäude waren auch die Lage des Flughafens und die umliegende Infrastruktur Gegenstand vieler Beschwerden. Zum einen hatte der Parkplatz aber nur 129 Stellplätze – im Gegensatz zu 1700 Autos am Tag – und konnte nicht weiter ausgebaut werden. Zum anderen lag der Flughafenkomplex direkt an den wichtigsten Verkehrsadern der Stadt, insbesondere an der Tomas Confesor-Autobahn, was den Verkehrsfluss in und um das Gebiet erschwerte. Einmal schlug die ATO, die bereits Schwierigkeiten bei der Abwicklung des Autoverkehrs um den Flughafen herum hatte, vor, Fracht- und Lieferwagen die Straße vor dem Terminalgebäude zu verbieten. Die Stadtverwaltung reagierte jedoch nicht darauf.
Angesichts der unzähligen Probleme kamen die Behörden schließlich zu dem Schluss, dass ein neuer Flughafen außerhalb der Stadt gebaut werden müsse, und wählten die Gemeinde Cabatuan als Standort für den neuen internationalen Flughafen Iloilo aus. Barangay Duyan-duyan, das Gelände, auf dem der Flughafen gebaut wird, liegt in der Nähe von Barangay Tiring, wo sich im Zweiten Weltkrieg ein Flugplatz befand, der als Tiring Airfield bekannt war.

## Planung und Bau
Obwohl ursprünglich zwei Standorte vorgeschlagen wurden: nördlich der Stadt in Cabatuan und südlich der Stadt in der Provinz Guimaras, beschloss die ATO, den Flughafen in Iloilo zu behalten, wobei sie sich auf die fehlende Nachfrage in Guimaras berief, um den Bau dort zu rechtfertigen. Der Regionale Entwicklungsrat für Westvisayas (RDC) hat das Projekt später im Juli 1997 der Nationalen Behörde für Wirtschaft und Entwicklung (NEDA) zur Genehmigung vorgelegt. Trotz der Befürwortung lehnte die NEDA den Flughafenvorschlag im Februar 1998 unter Hinweis auf einen internen Zinsfuß unter der festgelegten „Hurdle Rate“ von fünfzehn Prozent und die Unmöglichkeit, innerhalb eines Jahres etwa 415 Hektar Land für das Projekt zu erwerben, ab und das Projekt wurde daraufhin aus dem Programm der deutschen Regierung für Entwicklungszusammenarbeit 1998 ausgeschlossen.
Gleichzeitig mit der Planung des neuen Flughafens hat die Japan International Cooperation Agency (JICA) eine Studie über die Masterplanung und die langfristigen Entwicklungspläne von vier wichtigen Inlandsflughäfen auf den Philippinen initiiert. Der Bericht zitierte den Mandurriao Airport, den Bacolod City Domestic Airport, den Legazpi Airport und den Daniel Z. Romualdez Airport in Tacloban als diese wichtigen Inlandsflughäfen und bemerkte das hohe Wachstum des Passagier- und Frachtvolumens dort und die mögliche Notwendigkeit einer Erweiterung. Die Empfehlungen des JICA-Berichts beachtend, unterzeichnete Präsident Joseph Estrada im November 1998 ein Memorandum zur Gründung des Iloilo Airport Coordinating Committee, das vom in Iloilo geborenen Senator Franklin Drilon geleitet wird. Der Koordinierungsausschuss beschloss, dass ein neuer Flughafen für Iloilo City benötigt wird, da der Mandurriao Airport aufgrund von betrieblichen Hindernissen und dem Vorhandensein von Slums und anderen natürlichen und zivilen Strukturen, die die Expansionsbemühungen einschränken würden, als nicht erweiterbar angesehen wurde. Darüber hinaus setzte sich das Komitee erfolgreich für den Bau eines internationalen Flughafens anstelle eines Inlandsflughafens ein, da es sich gegen die Idee wandte, dass der neue Flughafen lediglich als Unterstützung für den neuen Flughafen Bacolod dienen würde. Das Projekt erhielt schließlich im März 2000 die Genehmigung der NEDA mit Cabatuan als Standort des neuen Flughafens, basierend auf einer Studie, die sowohl von dem Ministerium für Verkehr und Kommunikation (DOTC) als auch von der JICA im Laufe des Jahres durchgeführt wurde.
Obwohl die NEDA ursprünglich mehrere Finanzierungsquellen für den Bau des Flughafens in Betracht zog, wurde beschlossen, dass das Projekt eine offizielle Entwicklungshilfe der japanischen Regierung über die damals neu gegründete Japan Bank for International Cooperation (JBIC) in Anspruch nehmen sollte. Nach fast zweijährigen Verhandlungen und nach anfänglicher Weigerung, das Projekt zu finanzieren, gewährte die JBIC der philippinischen Regierung im August 2000 ein Darlehen in Höhe von 6,2 Milliarden Peso (152 Millionen US-Dollar).
Der Bau des Internationalen Flughafens Iloilo begann am 19. April 2004. Der ursprünglich erwartete Fertigstellungstermin war der 16. April 2006, wurde aber auf das erste Quartal 2007 verschoben. Ein Joint Venture zwischen der Taisei Corporation und der Shimizu Corporation of Japan war der Auftragnehmer für das Projekt, wobei Phil-Japan Airport Consultants, Inc. das Projekt leitete und als Berater der Regierung für das Projekt fungierte. Das Projekt war am 14. Juli 2006 zu 75 Prozent fertig gestellt und am 18. März 2007 vollständig abgeschlossen. Während die Bauarbeiten vor dem Zeitplan abgeschlossen wurden, wurde der Flughafen über dem Budget gebaut, wobei die Endkosten von rund 8,8 Mrd. Pesos (201 Mio. USD) aufgrund von Kostensteigerungen bei den Bauarbeiten und Beratungsleistungen das ursprüngliche Budget überschritten.

## Einweihung und Start des Flugbetriebs
Ursprünglich sollte der Iloilo International Airport am 19. März 2007 mit der ersten Flugzeuglandung eröffnet werden, dies wurde jedoch auf den 16. April verschoben, wobei der kommerzielle Betrieb am 21. April aufgenommen wurde. Dieser Termin wurde ebenfalls gestrichen, da die Präsidentin wegen des Krankenhausaufenthaltes von José Miguel Arroyo nicht teilnehmen konnte, wobei ein neuer Termin für Ende April geplant wurde. Nach einigem Hin und Her wurde der Termin für die Eröffnung schließlich auf den 13. Juni 2007 festgelegt, wobei der kommerzielle Flugbetrieb am nächsten Tag begann. Zu diesem Zeitpunkt hatten die Fluggesellschaften bereits ihre Büros auf den neuen Flughafen verlegt.
Der Flughafen wurde am 13. Juni mit der Ankunft des Präsidentenflugzeugs am neuen Flughafen gegen 9:50 Uhr PST feierlich eröffnet. Die Anlage selbst wurde am 14. Juni um 05:00 Uhr PST formell in Betrieb genommen, zeitgleich mit der Stilllegung des Mandurriao-Flughafens. Der erste kommerzielle Flug, der auf dem neuen Flughafen landete, war der Air-Philippines-Flug 987, eine Boeing 737-200, die vom Ninoy Aquino International Airport (Manila) startete und um 06:05 Uhr PST am selben Tag landete.
Der Betrieb am ersten Tag der kommerziellen Tätigkeit des Flughafens verlief reibungslos, obwohl ein Gepäckförderband und die Röntgengeräte ausfielen, was auf einen plötzlichen Anstieg der Passagiere, die versuchten, ihre Flüge am frühen Morgen zu erreichen, zurückzuführen war. Einige Spannungen beeinträchtigten den ersten Tag des Flughafens, nachdem die Gepäckträger, die auf dem alten Flughafen arbeiteten, darauf bestanden, auf dem neuen Flughafen zu arbeiten. Die ATO, die DOTC und die Gepäckträger haben sich seitdem auf eine Konferenz unter Ausschluss der Öffentlichkeit geeinigt und später das Problem an den stellvertretenden DOTC-Sekretär Eduardo „Red“ Kapunan, den Verantwortlichen für die internationalen Flughäfen auf den Philippinen, weitergeleitet.

## Infrastruktur
Er ist der erste Flughafen sowohl in den westlichen Visayas als auch der Insel Panay, der nach internationalen Standards gebaut wurde und gilt daher als das wichtigste Tor in die Region. Er wird von der philippinischen Zivilluftfahrtbehörde daher als internationaler Flughafen (Klasse 1) klassifiziert.
Der Flughafen befindet sich auf einem 188 Hektor großem (ca. 1,88 km²) Gelände und beinhaltet eine Start- und Landebahn, Verwaltungs- und Wartungsgebäude, Abfallsortier- und Wasseraufbereitungsanlagen, ein Kraftwerk, Frachtterminal und ein Hauptpassagierterminal. Der in etwas mehr als 30 Monaten gebaute Flughafen ist einer der größten Flughäfen der Philippinen und wurde bei seiner Einweihung von Präsidenten Gloria Macapagal-Arroyo als „der Schönste und Modernste des Landes“ und als „Symbol sowohl für den politischen Willen als auch für die politische Reife“ bezeichnet.

### Start- und Landebahn
Der Internationale Flughafen Iloilo verfügt über eine primäre Start- und Landebahn von 2.500 m und 45 m Breite. Der Kurs entspricht dem des Mandurriao Airports (02/20). Im Gegensatz zur Piste in Mandurriao kann die längere Piste am Internationalen Flughafen Iloilo jedoch Großraumflugzeuge wie den Airbus A330, Airbus A340, Airbus A350 XWB, Boeing 777 (mit reduzierter Nutzlast für die Serien -300 oder -200), und Boeing 787 aufnehmen. Dies wurde bewiesen, als ein Airbus A310 (bezeichnet als Airbus CC-150 Polaris) und eine Boeing C-17 Globemaster III (bezeichnet als CC-177 Globemaster III) der Royal Canadian Air Force auf dem Flughafen landeten, um kanadische Truppen im Gefolge des Taifuns Haiyan zu stationieren.
Es wurden eine Pistenbefeuerung und ein Instrumentenlandesystem installiert, wodurch Anflüge bei schlechter Sicht, bei Nacht und bei anspruchsvollen Wetterbedingungen ermöglicht wurden.

### Terminals

#### Passagier-Terminal
Der Flughafen verfügt über ein 13.700 Quadratmeter großes Hauptpassagierterminal, das für die Aufnahme von etwa 1,2 Millionen Passagieren pro Jahr ausgelegt ist. Es gilt als eines der am schönsten gestalteten Flughafenterminals der Philippinen und soll in seinem architektonischen Stil an den Hong Kong International Airport erinnern, wenn auch in kleinerem Maßstab. Das Terminal ist in drei Ebenen unterteilt: Ankunft und Gepäckausgabe in der ersten Etage, Check-in in der zweiten Etage und Abflüge in der dritten Etage. Der Vorabflugbereich des Iloilo International Airport hat eine Kapazität von 436 Passagieren. Drei Fluggastbrücken ragen aus dem Terminal über ein 48.000 Quadratmeter großes Vorfeld hinaus, so dass der Flughafen bis zu sechs Flugzeuge gleichzeitig abfertigen kann. Wenn sie vollständig ausgefahren sind, erstrecken sich die Fluggastbrücken auf eine Länge von 35 Metern.
Das Terminal ist mit sechs Röntgengeräten sowie mit Rolltreppen und Treppen für die Nutzung durch abreisende und ankommende Passagiere ausgestattet. Es gibt auch zwei Aufzüge, einen für V. I. P.s und einen für mobilitätseingeschränkte Passagiere. Das Gebäude verfügt über moderne Check-in-Schalter und nutzt natürliche Beleuchtung, die auf Energieeffizienz ausgelegt ist. Zu den weiteren Annehmlichkeiten, die den Fluggästen zur Verfügung stehen, gehören ein spezieller Raucherraum, ein Duty-Free-Shop und ein Schalter für Hotel- und Mietwagenbuchungen sowie Bereiche für Flughafenläden und Münztelefone.
Am 5. August 2016 startete die CAAP in Zusammenarbeit mit PLDT und Smart Communications das kostenlose WLAN-Netz des Flughafens.

#### Flughafenlounges
Der Flughafen verfügt über 2 Lounges:
- Mabuhay Business Lounge by Philippine Airlines[49]
- VIP Lounge

#### Frachtterminal
Der Internationale Flughafen Iloilo verfügt über ein 1.281 Quadratmeter großes Frachtterminal, das für die Abfertigung von bis zu 11.500 Tonnen Fracht pro Jahr ausgelegt ist. Das dreistöckige Gebäude, das in einem dem Hauptterminalgebäude ähnlichen architektonischen Stil errichtet wurde, verfügt über eine überdachte Plattform, Toiletten, Regierungsbüros und Frachtabfertigungsbereiche sowie einen eigenen Parkplatz. Auch die Büros der Fluggesellschaften befinden sich in dem Gebäude, das durch einen Zaun mit einem Wachhäuschen gesichert ist.

#### Sonstige Infrastruktur
Der Internationale Flughafen Iloilo verfügt über einen 35 Meter hohen Kontrollturm, der mit Flugsicherungs- und Radarsystemen ausgestattet ist. Im Inneren des Kontrollturms befindet sich ein Briefing-Raum für die Piloten. Darüber hinaus verfügt der Flughafenkomplex über eine mit drei Löschfahrzeugen ausgestattete Feuerwache, ein Wartungsgebäude, ein Maschinenhaus und ein Verwaltungsgebäude. Vor dem Passagierterminal befindet sich ein Parkplatz mit 415 Parkplätzen für die Nutzung durch Passagiere, Angestellte und Flughafenbesucher.
Der Flughafen verfügt über ein Stromerzeugungsaggregat und ein Kraftwerk, das den Betrieb des Flughafens bei Stromausfall ermöglicht, so dass die Anlage innerhalb von drei Sekunden wieder mit Strom versorgt wird. Der Flughafen verfügt über Wasseraufbereitungsanlagen und einen 15 Hektar großen künstlichen Teich, der zum Hochwasserschutz und zur Entwässerung sowie zur Bewässerung der nahe gelegenen landwirtschaftlichen Nutzflächen genutzt wird. Eine Abfallanlage auf dem Flughafengelände wandelt feste Abfälle in Dünger für die umliegenden landwirtschaftlichen Betriebe um.

## Fluggesellschaften und Ziele
Der Flughafen wird von den Fluggesellschaften hauptsächlich Cebu Pacific, Philippine Airlines und AirAsia Philippines bedient. Es werden viele Nachbarinseln innerhalb der Philippinen angeflogen, es finden aber auch internationale Flüge statt.

## Verkehrsanbindung

### Straße
Der Internationale Flughafen Iloilo ist über die Tomas Confesor-Autobahn mit der eigentlichen Stadt Iloilo verbunden. Bei Bangga Dama in Santa Barbara zweigt eine Umgehungsstraße von der Autobahn ab, die zu einer 3 km langen, vierspurigen Zufahrtsstraße führt, die den Flughafenkomplex mit der Autobahn verbindet. Die geschätzte Fahrzeit zum Flughafen in die Stadt beträgt etwa dreißig Minuten.
Um den Verkehr auf der Hauptzufahrtsstraße während der Hauptverkehrszeiten zu entlasten, wurde eine 3,2 Kilometer lange Nebenstraße gebaut, die den Flughafen über Barangay Duyan-Duyan mit Cabatuan verbindet. Die 124 Millionen Peso (2,6 Millionen Dollar) teure Straße soll die Anbindung des Flughafens sowohl an den Norden Iloilos als auch an den Süden Capiz verbessern und die Fahrzeit von dort zum Flughafen um mindestens 15 Minuten verkürzen. Die zweispurige Straße wurde im Juli 2010 eröffnet.

### Öffentliche Verkehrsmittel
Bei der Eröffnung des Flughafens im Jahr 2007 wurden vom Land Transportation Franchising and Regulatory Board (LTFRB) noch keine Aufträge für Transportdienstleistungen zum Flughafen erteilt, obwohl die öffentlichen Verkehrswege zum und vom Flughafen untersucht wurden. Einige Verkehrsunternehmen haben jedoch Interesse an der Aufnahme von Shuttle-Diensten zum Flughafen von Iloilo City geäußert, während andere Vorschläge für öffentliche Verkehrswege von Iloilo City direkt zum Flughafen erarbeitet haben. Derzeit steht ein Shuttle-Service von Iloilo City zum Flughafen zur Verfügung. Neben dem Shuttle-Service können P2P-Busse von Reisenden genutzt werden, die zum Iloilo Business Park fahren und umgekehrt, der im Juli 2019 gestartet wurde.
In Iloilo können Taxis gemietet werden, um vom Flughafen in die Stadt oder umgekehrt zu gelangen.
Der internationale Flughafen Iloilo ist mit dem Jeepney bis zur Stadt Santa Barbara selbst erreichbar, danach können Reisende ein Sammeltaxi zum Flughafen nehmen. Reisende können auch Jeepneys nach Cabatuan, Calinog oder Janiuay nehmen, die alle in Santa Barbara halten.

### Zug
Ein Zug, der den Internationalen Flughafen Iloilo mit der Stadt Iloilo verbindet, ähnlich dem Airport Express in Hongkong und ähnlichen Systemen in anderen Städten, wurde vorgeschlagen. Eine Studie zur Ermittlung der Machbarkeit eines Zugdienstes wurde inzwischen von der Stadtregierung in Auftrag gegeben. Weitere Vorschläge zur Verbindung des Flughafens mit der Stadt per Bahn umfassen die Wiederbelebung des derzeit nicht mehr existierenden Panay Railways-Netzes, das einen Bahnhof in der Stadt Santa Barbara selbst hat.

## Zwischenfälle
- Am 13. Oktober 2017 verließ der Cebu Pacific Air-Flug 461 (Registrierung RP-C3237, Airbus A320) bei der Landung nach einem Flug vom Ninoy Aquino International Airport die Piste. Die Passagiere wurden von der Besatzung evakuiert und gerettet. Alle Flüge, die die Strecken Manila-Iloilo-Manila und Iloilo-Cebu-Iloilo bedienten, wurden zum Flughafen Roxas umgeleitet. Der internationale Flughafen Mactan-Cebu wurde zum Umleitungsflughafen für die Iloilo-Hong Kong-Iloilo-Flüge.[61]
- Am 21. Januar 1948 führte eine Douglas DC-3 mit der Registrierung PI-C145 eine Bauchlandung durch. Es gab keine Verletzten, das Flugzeug war ein Totalschaden.[62]